# Jacqueline de la Baume Dürrbach
Jacqueline de la Baume Dürrbach es una artista textil francesa. Es conocida sobre todo por ser cocreadora del tapiz del Guernica de Pablo Picasso que estuvo colgado en las Naciones Unidas durante treinta y cinco años.

## Trayectoria
Nacida como Jaqueline de la Baume, estudió dibujo y escultura en la Académie Julian de París. Allí conoció a su esposo René Dürrbach, con quien se casó alrededor de 1949. En 1949 comenzó su formación en tapicería en París con Beadounet, que era un maestro de tapicería de Aubusson. Se dedicó por completo a la tapicería, tomando contacto con pintores contemporáneos como Albert Gleizes, Herbin, Léger, Villon y, a través de sus viudas, Delaunay y Van Doesburg.
En 1948 colaboró con Pablo Picasso para crear un tapiz tejido que representaba su cuadro Les Demoiselles d'Avignon. En 1950, de la Baume Dürrbach realizó sus primeras exposiciones de tapices en París.  Un año después, volvió a colaborar con Picasso para crear un tapiz de su obra de 1920 Pierrot and Harlequin. En 1955, Picasso, Jaqueline y su esposo, René Dürrbach, trabajaron juntos para crear una versión de tapiz de la pintura contra la guerra Guernica de Picasso. También crearon conjuntamente una pintura al gouache de 3,50 x 7,10 metros como estudio para el tapiz de Guernica. En 1957 creó un tapiz de la pintura Deux Harlequins de Picasso.

## Colecciones
Su colaboración con el pintor Albert Gleizes se encuentra en la colección permanente del Museo de Arte de Denver. Una de las tres copias del tapiz de Guernica que realizó en colaboración con Picasso se incluye en la colección del Museo de Arte Moderno de Gunma, Japón.